# AOC Irouléguy

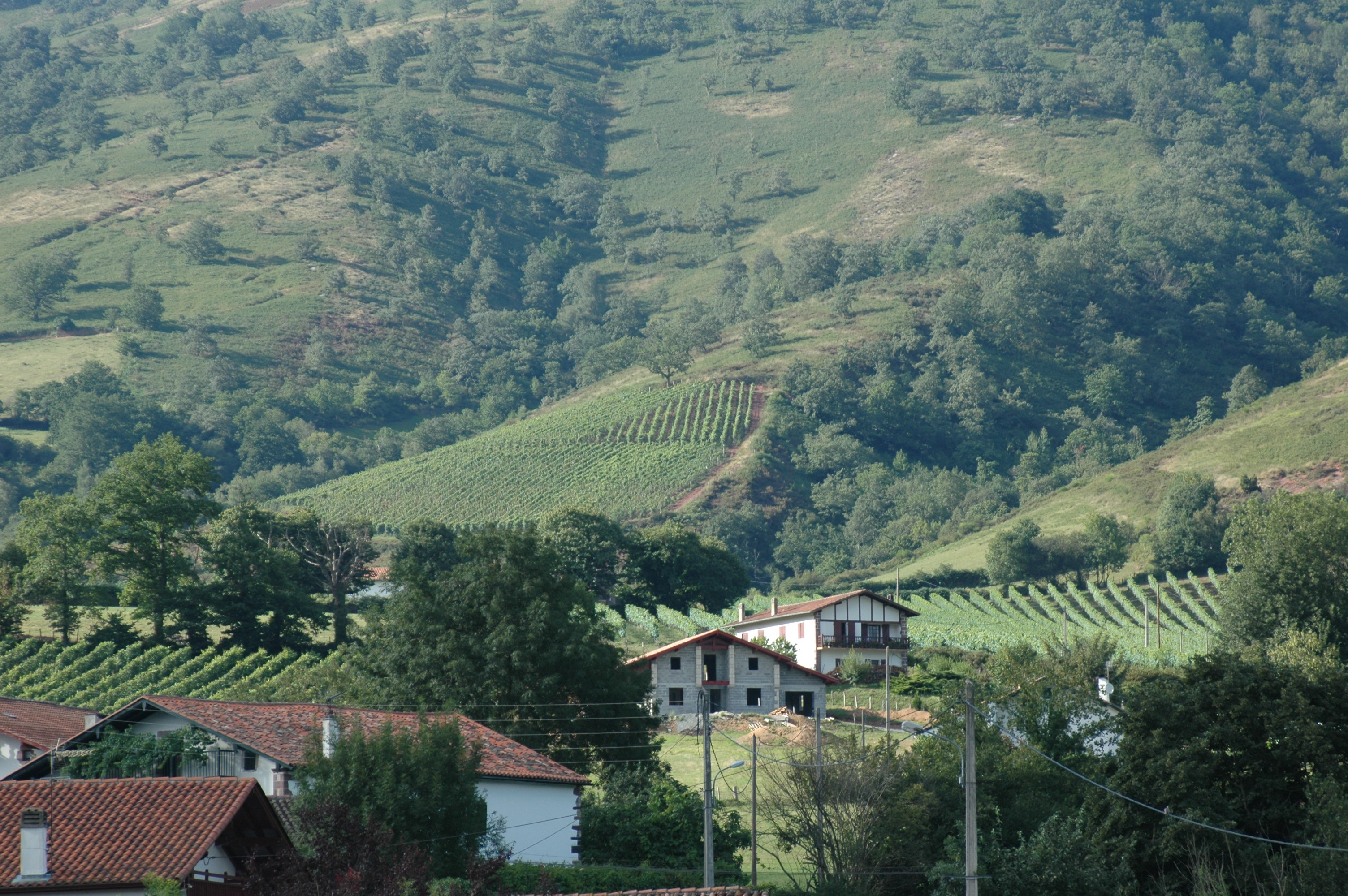
Vinya a Irulegi

L'AOC Irouléguy (Irulegi en basc) és una denominació d'origen situada al departament dels Pirineus Atlàntics (França), al voltant del poble baix-navarrès d'Irulegi.
Són una petita AOC (Apellation d'Origine Contrôlée) classificada des de 1970, l'única d'Iparralde.
La seva història està vinculada al pelegrinatge a Sant Jaume de Compostel·la. Va ser creada al segle xi pels monjos de Roncesvalls i era destinada als pelegrins. Després de la firma del Tractat dels Pirineus (1659) els frares van haver d'anar-se'n i els habitants van prendre possessió de les vinyes.
Representa una producció de 5.500 hl, repartida aproximadament en un 70% de vi negre, un 20% de vi rosat i un 10% de vi blanc. La superfície està al voltant de les 200 ha.
La vinya es reparteix en 15 municipis: Aintzila, Anhauze, Azkarate, Bidarrai, Duzunaritze-Sarasketa, Buztintze-Hiriberri, Irulegi, Izpura, Jatsu Garazi, Lasa, Lekunberri, Ortzaize, Baigorri, Donazaharre i Arrosa.

## Varietats
El negre i el rosat són en base de tannat, cabernet franc i cabernet sauvignon. Els vins blancs són procedents de courbu, de petit manseng i gros manseng.